# 오타키촌 (도야마현)
오타키촌(大滝村)은 도야마현 니시토나미군에 있던 촌이다.

## 역사
- 1889년 4월 1일 - 정촌제 시행에 의해  도나미군 오타키촌이 성립하였다.
- 1896년 4월 1일 - 군 개편에 의해 도나미군이 분할해 니시토나미군이 성립에 의해 니시토나미군에 속하게 되었다.
- 1940년 2월 11일 - 후쿠오카촌 및 오타키촌, 산노촌이 합병해, 니시토나미군 후쿠오카촌이 성립하였다.

## 참고문헌
- 『市町村名変遷辞典』東京堂出版、1990年。